# Stup Presvetog Trojstva u Olomoucu
Stup Presvetog Trojstva u Olomoucu je 35 metara visok barokni kužni pil iz 18. stoljeća (1716. – 1754.) koji je upisan na popis svjetske baštine UNESCO-a. Stup je izraz katoličke zahvalnosti za spas od kuge, ali i lokalnog patriotizma jer su svi majstori i umjetnici koji su ga stvarali, bili iz Olomouca, ali i prikazani sveci na stupu su bili povezani s gradom. 

## Prikaz
Osim pozlaćenog Svetog Trojstva i arkanđela Gabrijela na vrhu, ispod su prikazani sveci povezani s Isusovim životom (sv. Ana, sv. Joakim, sv. Josip i sv. Ivan Krstitelj), potom tri teološke vrline (nada, vjera i ljubav), te moravski sveci sv. Ćiril i Metod koji su u 9. st. širili kršćanstvo, sv. Blaž, sv. Vojtjeh Praški i sv. Ivan Nepomuk, dok su pri dnu sveci zaštitnici - austrijski zaštitnik sv. Mavro i češki zaštitnik sv. Vjenceslav, te sv. Florijan, sv. Ivan Kapistran, sv. Antun Padovanski, sv. Alojzije Gonzaga i sv. Ivan Sarkander.